# Tongafruchttaube
Die Tongafruchttaube oder Pazifik-Fruchttaube (Ducula pacifica) ist eine große Art der Taubenvögel, die zu den Fruchttauben zählt. Sie kommt ausschließlich auf kleinen Inseln im Pazifik vor. Es werden zwei Unterarten unterschieden. Die Tahiti-Fruchttaube wird gelegentlich ebenfalls als eine Unterart der Tongafruchttaube behandelt. Die Karolinen-Fruchttaube und die Marquesas-Fruchttaube, die beide gleichfalls auf pazifischen Inseln vorkommen, sind mit der Tongafruchttaube eng verwandt.
Die Bestandssituation der Tongafruchttaube wurde 2016 in der Roten Liste gefährdeter Arten der IUCN als „Least Concern (LC)“ = „nicht gefährdet“ eingestuft.

## Erscheinungsbild

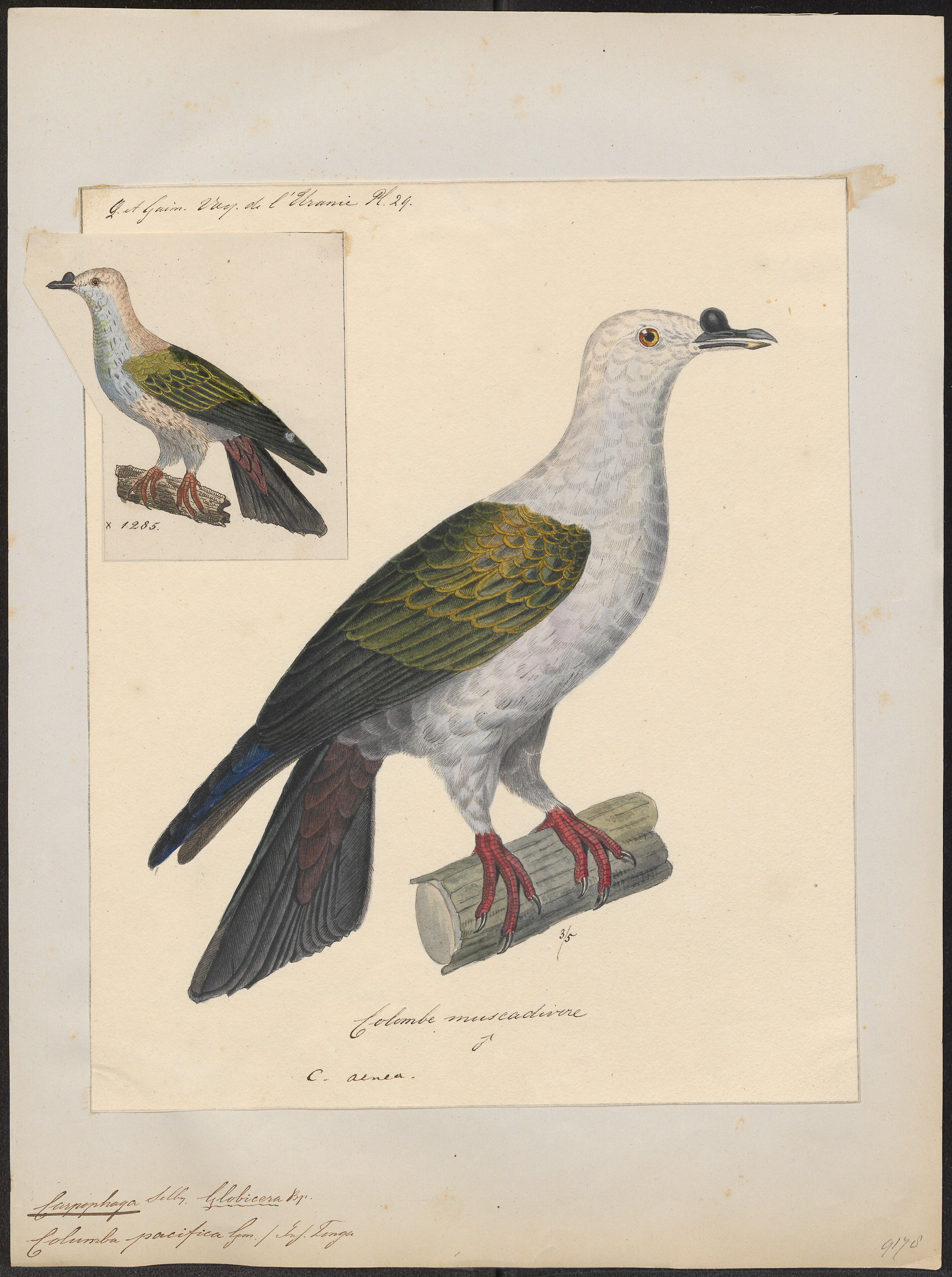
Tongafruchttauben, Illustration

Die Tongafruchttaube erreicht eine Körperlänge von etwa 36 bis 43 Zentimetern. Männchen sind dabei mit einer Körperlänge zwischen 39 und 43 Zentimeter grundsätzlich größer als die Weibchen. Auf den Schwanz entfallen 11,3 bis 13,9 Zentimeter. Das Gewicht beträgt zwischen 370 und 420 Gramm. Es besteht kein auffälliger Geschlechtsdimorphismus. Weibchen sind etwas matter als die Männchen gefärbt, das Weinrot am Bauch ist etwas weniger ausgeprägt als bei den Männchen.  
Die schwarze Wachshaut am Schnabel ist bei dieser Taubenart auffällig vergrößert. Die Federn an der Schnabelbasis sind rahmgelb und gehen dann in eine dunkelgraue Befiederung an Stirn, Scheitel und Hals über. Der Mantel, der Rücken, die Oberschwanzdecken, die Flügeldecken und die Schwingen sind dunkel olivgrün. Die Steuerfedern sind dunkler und bläulicher als das Rückengefieder. 
Das Kinn ist rahmgelb, die Ohrdecken und die Kehle dagegen dunkelgrau. Die Brust ist weinrötlich, der Bauch ist weinrötlich bis rostbraun. Die Flanken und Schenkel sind dunkelgrau, bei einigen Individuen auch rostbraun. Die Unterschwanzdecken sind kastanienbraun, die Steuerfedern sind auf der Unterseite dunkelbraun bis schwärzlich. 
Der Augenring ist sehr schmal und von grauer Farbe. Die Iris ist dunkelbraun bis rot. Der Schnabel ist schwarz. Die Füße sind leuchtend orangerot.

## Verwechslungsmöglichkeiten
Im Verbreitungsgebiet der Tongafruchttaube kommt auch die Graue Fruchttaube vor. Bei dieser Art fehlt jedoch die vergrößerte Wachshaut. Jungvögel der Tongafruchttaube, bei denen die Wachshaut noch nicht vergrößert ist, lassen sich durch den weniger auffälligen Augenring von Jungvögeln der Grauen Fruchttaube unterscheiden. Die Peales-Fruchttaube, die ebenfalls auf einigen Inseln vorkommt, auf denen auch die Tonga-Fruchttaube vorkommt, unterscheidet sich von dieser ebenfalls durch das Fehlen einer vergrößerten Wachshaut und ist deutlich größer. Sie hat außerdem blassgelbe Unterschwanzdecken.

## Verbreitungsgebiet der beiden Unterarten
Es werden zwei Unterarten unterschieden:
- D. p. sejuncta -  Amadon, 1943 : Die Unterart kommt auf Wuvulu, den Ninigo-, Eremiten- und Kaniet-Inseln sowie den Schouten-Inseln vor.
- D. p. pacifica -  (J. F. Gmelin, 1789) : Die Nominatform kommt auf dem Louisiade-Archipel, einer Inselgruppe im äußersten Südosten Papua-Neuguineas, auf den südlichen Salomoneninseln sowie von Sikaiana in südlicher Richtung bis zu den Santa-Cruz-Inseln, auf Vanuatu, auf den Loyalitätsinseln, Neukaledonien, Tuvalu, den Phönixinseln, Tokelau, auf den kleineren Inseln der Fijigruppe, den Wallis-Inseln Futuna, Samoa, Tonga, Niue und den Cookinseln vor.[1]

Die Tongafruchttaube kommt überwiegend auf kleinen, flachen Inseln vor. Sie ist jedoch grundsätzlich sehr anpassungsfähig und besiedelt Primär- und Sekundärwald und kommt auch auf Agrarflächen und überwachsenen Plantagen vor. Auf Vanuatu kommt sie noch in Höhenlagen von 1000 Metern vor.

## Lebensweise
Die Tongafruchttaube kommt einzelgängerisch oder in Paaren vor, ist jedoch grundsätzlich geselliger als die meisten anderen Arten der Gattung Große Fruchttauben. Sie wird gelegentlich in Trupps mit mehr als 50 Individuen beobachtet. 

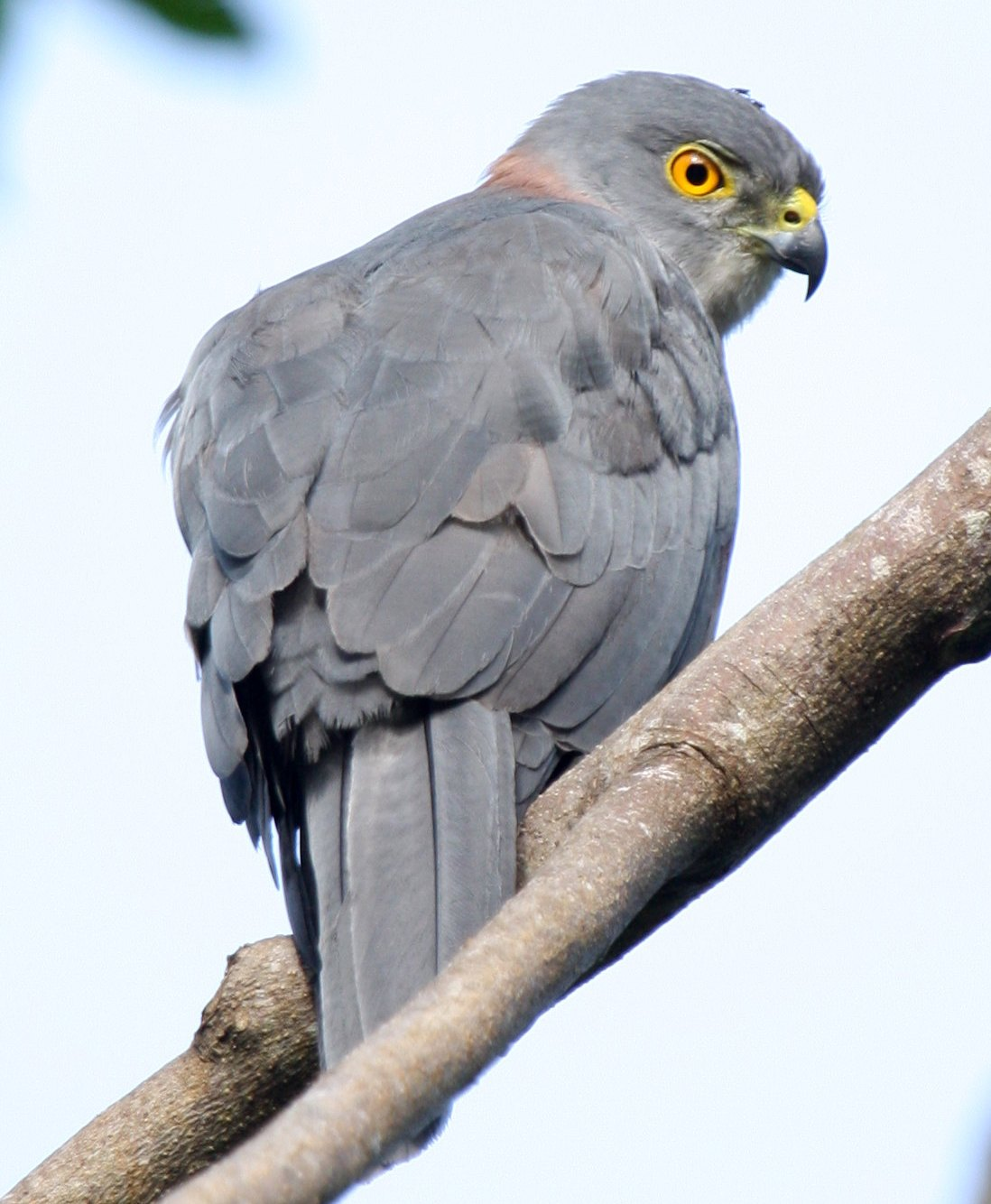
Fidschihabicht: Auf den Fidschi-Inseln, auf denen dieser Raubvogel vorkommt, kommen Tongafruchttauben nicht vor

Tongafruchttauben halten sich gewöhnlich in den Baumkronen auf. Während der trockenen Jahreszeit kommen sie jedoch auch auf den Erdboden, um zu trinken und nach Nahrung zu suchen. Auf einigen Inseln ihres Verbreitungsgebietes sind Tongafruchttauben gut zu beobachten, da sie häufig auf freistehenden Ästen sitzen. Dort, wo sie gejagt werden, sind sie jedoch sehr scheu und halten sich im Blattwerk dichter Baumkronen auf, wo sie kaum auszumachen sind.
Tongafruchttauben sind ausschließlich Fruchtfresser. Die Früchte, mit denen sie ihren Nahrungsbedarf decken, haben einen Durchmesser von 3 bis 30 Millimeter. Sie fressen unter anderem Wildfeigen sowie die Früchte von Ylang-Ylang, Muskatnussbäumen und Rhus. Sie picken die Früchte gewöhnlich direkt von den Zweigen. Tongafruchttauben bewegen sich sehr geschickt im Geäst und hängen mitunter während der Nahrungssuche auch kopfüber von den Ästen, um an einzelne Früchte zu gelangen. Tongafruchttauben wandern in ihrem Verbreitungsgebiet weit mehr und wechseln auch zwischen einzelnen Inseln. Gibbs und Kollegen vermuten, dass die Präferenz der Taube für kleine Inseln in Zusammenhang mit dem Vorhandensein von Raubvögeln steht. Auf den Fidschi-Inseln kommt sie auf 30 Inseln vor, auf denen der Fidschihabicht (Accipiter rufitorques) fehlt, dagegen auf keiner einzigen Insel, auf der diese Habichtart vertreten ist.
Die Tongafruchttaube baut ein für eine Taube vergleichsweise großes und stabiles Nest. Es wird aus unbelaubten Ästen sowie einigen Blättern auf einem waagerechten, belaubten Ast errichtet. Das Gelege besteht gewöhnlich aus einem einzelnen, weißschaligem Ei. Beide Elternvögel brüten und beide sind an der Aufzucht des Nestlings beteiligt.

## Jagd
Tongafruchttauben wurden traditionell bejagt. Auf Tonga wurden dazu Erdhügel mit einem Durchmesser von durchschnittlich 35 Meter und eine Höhe von 4,5 Meter aufgeschüttet. Oben auf dem Hügel waren Unterstände aufgestellt, in denen sich die Jäger versteckten. Diese hatten gezähmte Tauben bei sich, die sie mit dünnen Fäden an den Füßen aus ihren Verstecken aufsteigen ließen. Wenn sich wilde Tauben den Lockvögeln anschlossen, zog man die eigenen Tauben an den Fäden zu Boden und die wilden Tauben folgten, so dass sie mit Netzen gefangen werden konnten. 
Diese Form der Jagd war im 19. Jahrhundert schon eine alte Tradition. So gibt es auf den Haʻapai-Inseln von Tonga 14 Hügel zur Taubenjagd, die nach mündlicher Überlieferung aus der Mitte des 15. Jahrhunderts stammen sollen. Auf der nördlich von Tonga angrenzenden Hauptinsel von Amerikanisch-Samoa Tutuila heißen diese Hügel tia seu lupe. Bisher sind von ihnen etwa 80 Stück entdeckt worden, die hier eine Sternenform haben.